# Esmeralda (telenovela brasileña)
Esmeralda es una telenovela brasileña-mexicana, producida por SBT en asociación con Televisa y comenzó el 6 de diciembre de 2004 y finalizó el 19 de julio de 2005, a las 20:30.
Es una versión brasileña de la telenovela mexicana Esmeralda producida por Salvador Mejía que es una adaptación de la telenovela venezolana del mismo nombre original de la escritora cubana Delia Fiallo, que contó con la adaptación de Henrique Zambelli y Rogério Garcia.

## Elenco
| Actor                | Personaje                  |
| -------------------- | -------------------------- |
| Bianca Castanho      | Esmeralda Álvares Real     |
| Cláudio Lins         | José Armando Álvares Real  |
| Karina Barum         | Graziella Álvares Real     |
| Daniel Andrade       | Adrián Lucero              |
| Lucinha Lins         | Branca Álvares Real        |
| Paulo César Grande   | Rodolfo Álvares Real       |
| Tânia Bondezan       | Fátima Álvares Real        |
| Manoelita Lustosa    | Rosário                    |
| Sônia Guedes         | Margarida                  |
| Delano Avelar        | Dr. Lúcio Malavér          |
| Olivetti Herrera     | Dr. Álvaro Lafaieti        |
| Cleide Queiroz       | Emanuela                   |
| Josmar Martins       | Firmino                    |
| Jardel Mello         | Dionísio Lucero            |
| Marco Lunez          | Januário                   |
| Carol Hubner         | Joana                      |
| Cyda Baú             | Jacinta                    |
| Pedro Paulley        | Inácio                     |
| Priscila Ferreira    | Florysa "Florzinha" Lucero |
| Antônio Petrin       | Sabiá                      |
| Fabiana Alvarez      | Patrícia                   |
| Renato Scarpin       | Dr. Marcelo                |
| Nara Gomes           | Socorro                    |
| Graça Berman         | Hortência                  |
| Cris Bessa           | Aurora                     |
| Mário Sérgio Pretini | Dr. Bernardo               |
| Carl Schumacher      | Dr. Fausto                 |
| Luís Carlos Bahia    | Cláudio                    |
| Débora Gómez         | Dóris                      |
| Domingos Meira       | Daniel                     |
| Ruth Roncy           | Betânia                    |
| Patrícia Vilela      | Hilda                      |
| Maria Estela         | Irmã Piedade               |
| Patrícia Salvador    | Pietra                     |
| Daniela Franco       | Márcia                     |
| Bibi Menegon         | Amélia                     |
| Tallyta Cardoso      | Tânia                      |
| Fabiana Meireles     | Irmã Lucila                |
| Nirce Levin          | Rita                       |
| João Bourbonnais     | Gustavo                    |

## Otras versiones
- Esmeralda (1970), fue la primera versión de esta novela, fue dirigida por Grazio D'Angelo y producida por José Enrique Crousillat para Venevisión; protagonizada por Lupita Ferrer y José Bardina.[2]
- Topacio (1984), fue dirigida por Luis Alberto Lamata y Luis Manzo, y producida por Jorge Gherardi y Omar Pin para RCTV; protagonizada por Grecia Colmenares y Victor Cámara.[3]
- Esmeralda (1997), fue dirigida por Beatriz Sheridan, Martha Luna y Karina Duprez, producida por Salvador Mejía para Televisa; protagonizada por Leticia Calderón y Fernando Colunga.[4] Los guiones de la versión de 2004 fueron tomados de esta versión.
- Sin tu mirada (2017) producida por Ignacio Sada para Televisa; protagonizada por Claudia Martín y Osvaldo de León.